# Caroline Boussart
Pour les articles homonymes, voir André Joseph Boussart.
Caroline Popp, née Caroline Boussart le 12 décembre 1808 à Binche et morte le 2 décembre 1891 à Bruges, fonde en 1837 le libéral Journal de Bruges avec son mari, le cartographe et éditeur Philippe Christian Popp. Elle en est la rédactrice en chef pendant un demi-siècle.

## Biographie
Son père, le colonel chevalier Félix Boussart, fait prisonnier à Tirnau à la suite de la capitulation de Dresde, mourut en 1814 à la Maison des Invalides de Pest. Son oncle, André Boussart, général et baron d’Empire, fut aussi un soldat remarqué. Par sa mère, originaire d’Abbeville, elle s’apparentait au célèbre navigateur Picot (baron de La Peyrouse), au peintre François Picot et au poète Millevoye.
Passionnée par l'histoire de Bruges, elle s'efforce de rendre son éclat à sa ville d'adoption, privée de sa brillante activité portuaire au Moyen Âge par l'ensablement du Zwin. Mère de huit enfants, elle lutte pour des réformes fiscales, la création de voies ferrées, la généralisation de la vapeur dans les usines, contre la misère qui frappe la Flandre et la peine de mort. Avec son mari, P. Christian Popp, elle dirigeait Le Journal de Bruges au numéro 1 du Woensdagmarkt à Bruges. Il parut pour la première fois le 4 avril 1837 et continua avec la collaboration de deux de ses filles, Antoinette et Nelly Popp.
Elle écrivit aussi des "lettres brugeoises" dans L'Office de publicité sous le pseudonyme de Charles, du 12 octobre 1862 au 28 décembre 1890. Caroline Popp a encore collaboré à la Belgique illustrée, à l’Illustration nationale, à l’Illustration belge, à l’Illustration européenne, au Globe, à l’Express européen. Caroline Popp (1808-1891), née à Binche, avait acquis une grande connaissance de la ville médiévale dont elle s'inspire pour ses Récits et Légendes des Flandres (Bruxelles : A. N. Lebègue et Cie, 1867). Cette figure féminine des lettres est à rapprocher de George Sand car elle appartient au libéralisme en Flandres, faisant la promotion des chemins de fer ou militant pour la suppression des octrois. C'est encore elle qui soutint le développement de Blankenberghe et qui découvrit la beauté du Coq-sur-Mer où Jean d'Ardenne s'installera lui aussi. Caroline Popp encouragea les débuts de Georges Rodenbach et d'Émile Verhaeren. Pendant l'été 1884, le poète Georges Rodenbach a même logé chez elle. Elle fut invitée avec une de ses filles et son mari par Victor Hugo en exil le 18 août 1871 dans sa maison du Pont de Vianden, avec l'écrivain journaliste Jean d'Ardenne qui y séjourna du 17 au 19 août. Ce dernier épousera sa petite fille Marguerite en 1885. Le 22 août, V. Hugo quittera Vianden et fera en compagnie de Caroline Popp des excursions dont témoignent Choses vues (22 août 1871).

## Sources
- Olivier Salazar-Ferrer, « Jean d'Ardenne et Victor Hugo », L'Echo Hugo (Paris), no 4, 2004, 61-67.
- Article "Popp", Biographie Belge, Académie Royale de Belgique.
- André Vanhoutryve, Journal de Bruges. Een Franstalige, Brugse, conservatieve, liberale krant. Met een herdruk van 'La Tête de Fer' van Caroline Popp, Zwevezele, 2002.
- Denise De Weerdt, En de vrouwen?, Masereelfonds, Brussel, 1980 (p. 33-34)